# Maszyna do szycia

Zasada działania współczesnej maszyny do szycia

Chwytacz wahadłowy

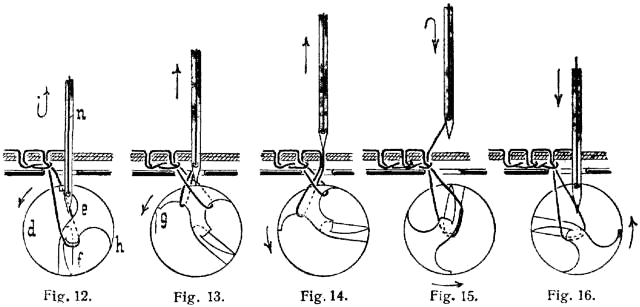
Schemat działania chwytacza umożliwiającego szycie ściegiem pojedynczym

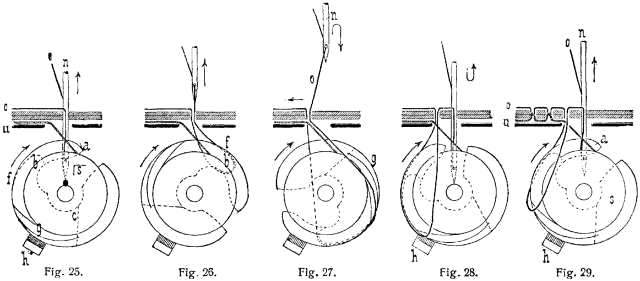
Schemat działania chwytacza umożliwiającego szycie ściegiem podwójnym (Wheeler & Wilson)

Maszyna do szycia – urządzenie do łączenia elastycznych materiałów (np. tkanin, skóry) za pomocą nici poprzez tworzenie szwu. Zwykle jest to urządzenie elektryczne wykorzystywane w szwalniach do produkcji ubrań z wykonanych wcześniej wykrojów. Używane także do szycia tkanin technicznych, zaszywania worków, szycia obuwia. Najpopularniejsze maszyny do szycia tworzą szew używając dwóch nitek. Wiele maszyn pozwala na wybór szeregu rodzajów ściegów oraz tworzenie dodatkowych efektów (np. krepowanie).

## Historia

### Nieudane początki
Przed wynalezieniem użytecznych maszyn do szycia, szwy wykonywano ręcznie. Pierwsi konstruktorzy maszyn do szycia starali się naśladować te ruchy, co kończyło się niepowodzeniem.
Jednym z pierwszych wynalazców, którzy próbowali zbudować maszynę do szycia, był niemiecki konstruktor pracujący w Anglii – Charles Fredrick Wiesenthal. W 1755 roku otrzymał nawet brytyjski patent na wynalezioną przez siebie igłę. W jego maszynie cała igła przechodziła przez materiał, co czyniło konstrukcję niepraktyczną.

### Ludzie kontra maszyny
Kolejnym wynalazcą był francuski krawiec Barthelemy Thimonnier. Nie próbował on naśladować ruchów człowieka, natomiast skupił się na opracowaniu igły lepiej nadającej się dla maszyny. Jego konstrukcja była już podobna do dzisiejszych, jednak szew powstawał od spodu, a nie na wierzchniej stronie tkaniny. Na dodatek ścieg nie był zbyt trwały i łatwo się pruł. Thimonnier otrzymał patent i w 1830 r. otworzył w Paryżu szwalnię z 80 takimi maszynami. Produkował w niej mundury dla wojska. Inni krawcy jakoby zaatakowali jego fabrykę i zniszczyli wszystkie maszyny – informacja ta jednak nie znajduje potwierdzenia w żadnych danych archiwalnych z tamtego okresu.

### Rozwój nowego urządzenia
Dopiero Elias Howe i Walter Hunt wynaleźli maszynę zdolną do tworzenia szwu w postaci podwójnego ściegu. Dzięki utworzeniu dwóch niezależnych, krzyżujących się przez warstwy materiału wątków, szwy stały się mocne i wyglądały tak samo z obu stron. Wynalazcom udało się zbudować maszynę w 1834, jednak nitka stale wychodziła z oka igły, więc maszynę trzeba było ciągle zatrzymywać i ponownie nawlekać nić. Z tego powodu Hunt zrezygnował z dalszej pracy nad wynalazkiem. Jednak dzięki uporowi Eliasa Howe’a udało się udoskonalić konstrukcję, co zaowocowało nowocześniejszą wersją w 1846. Howe usiłował zainteresować swoim wynalazkiem angielskich i amerykańskich biznesmenów.

### Europejskie konstrukcje

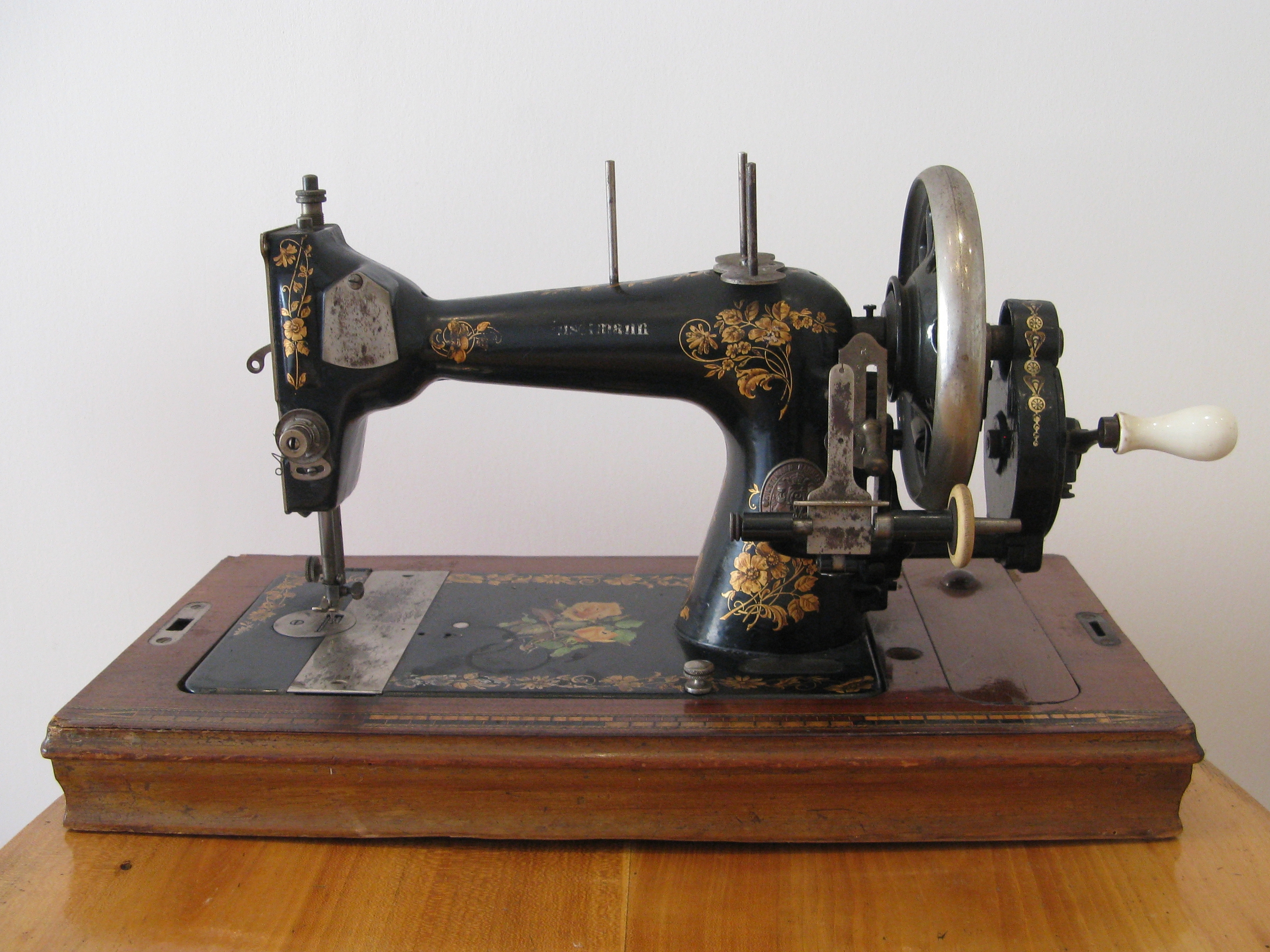
Maszyna do szycia na korbkę marki Winselmann (prawdopodobnie z początku XX wieku)

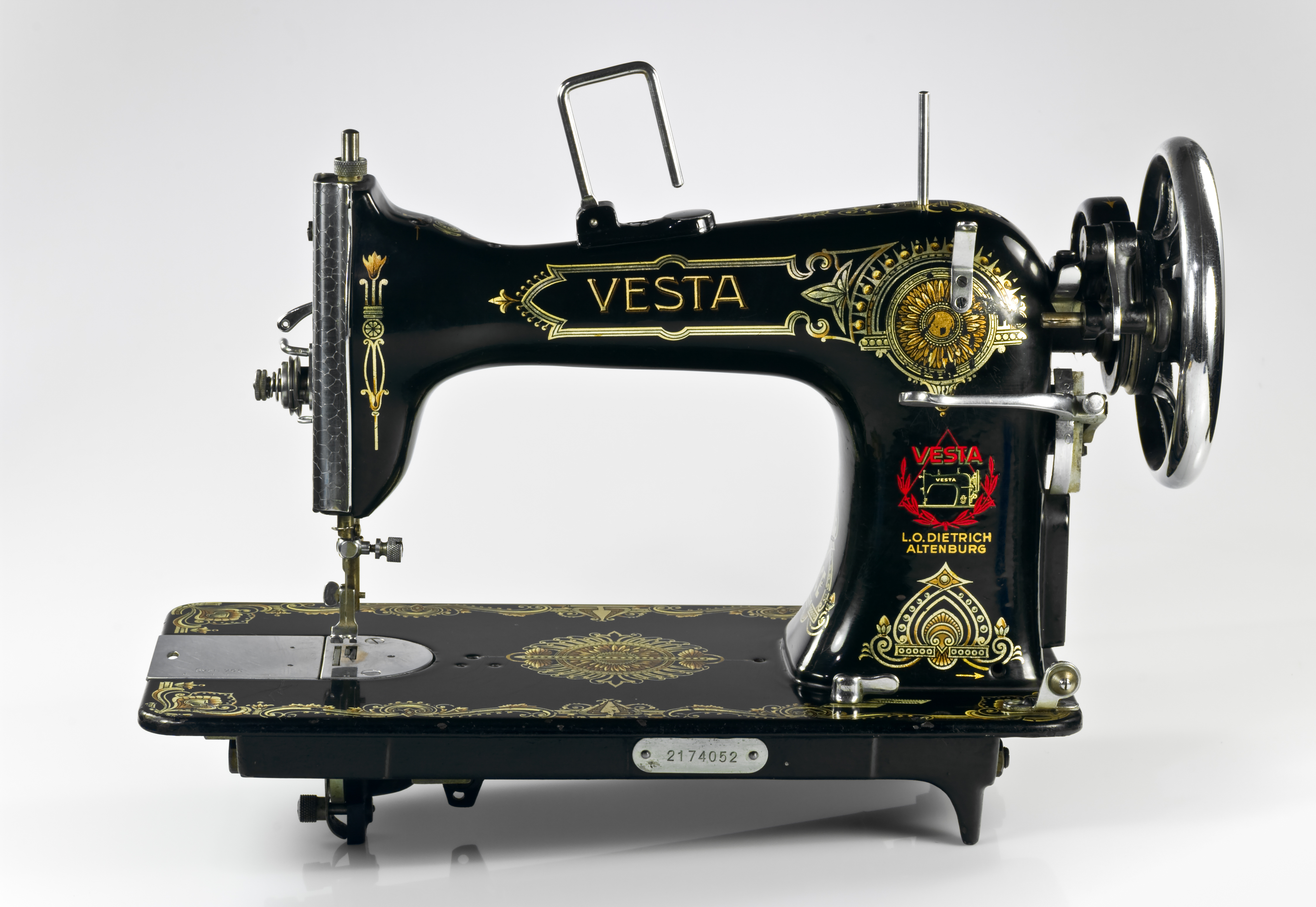
Maszyna do szycia Vesta (prod. około 1930 roku)

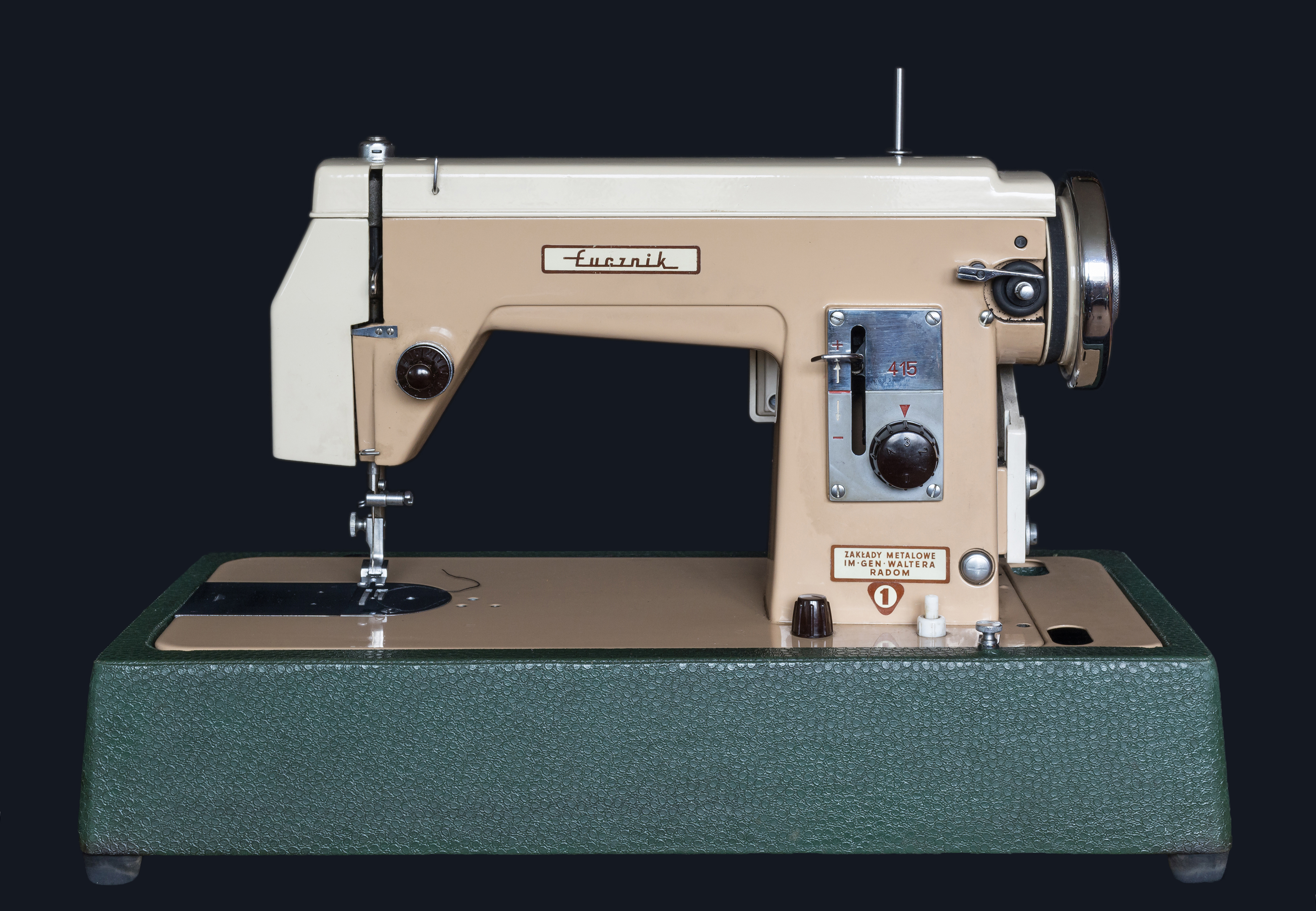
Maszyna do szycia Łucznik, model 415 (prod. przed 1991 rokiem)

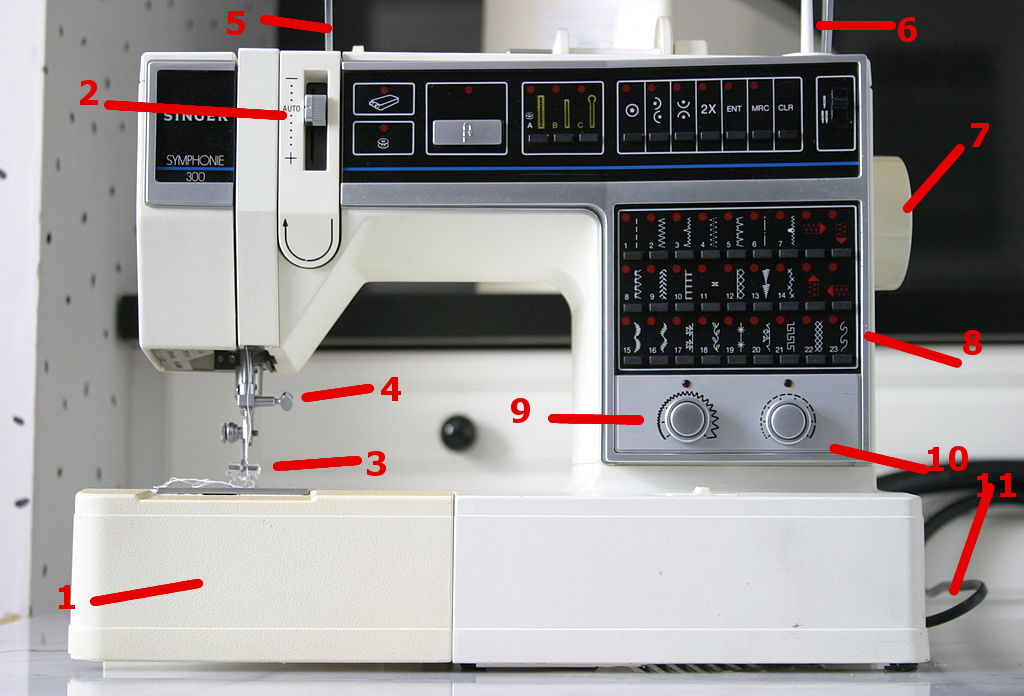
Singer Symphonie 300 (prawdopodobnie 2. połowa XX wieku)

W 1855 w Dreźnie niemiecki mechanik August Clemens Müller (1828–1902) stworzył najstarsze niemieckie maszyny do szycia Veritas, które są produkowane do dzisiaj. Kilkadziesiąt lat później w 1890 Karl Friedrich Gegauf otworzył pierwszy profesjonalny zakład mechaniczny w Steckborn (Szwajcaria) produkujący maszyny do szycia Bernina.

### Wojna na patenty
Za wynalazcę współczesnej maszyny do szycia uznaje się Isaaca Merritta Singera. Podczas nauki zawodu inżyniera miał okazję obserwować naprawę starej maszyny do szycia. Doszedł do wniosku, że mógłby zaprojektować lepszą. Jego maszyna do szycia miała stopę przytrzymującą materiał na miejscu. Dzięki temu, że skorzystał z pomysłów Thimonniera oraz Hunta jego maszyna stała się użyteczna. W 1851 Singer otrzymał amerykański patent na swój wynalazek. Jednak musiał podzielić się zyskami z Howe’em po przegranym w 1854 procesem o opłaty licencyjne. Wielkim osiągnięciem Singera było stworzenie systemu sprzedaży zbliżonej do leasingu, co pozwoliło ludziom niezamożnym na zakup. Singer stworzył firmę razem z Edwardem Clarkiem.
W tym czasie szereg wynalazców dokonało jeszcze kilku ulepszeń. Byli to Allen Wilson oraz Nathaniel Wheeler. Jednak wszystkie maszyny były na tyle do siebie zbliżone, że wynalazcy trafili do sądu, aby spierać się o prawa patentowe. W końcu w 1856 porozumieli się i utworzyli jedną firmę produkującą maszyny do szycia oraz sprzedającą licencje na ich wytwarzanie. Do 1877 wszystkie patenty wygasły i maszyny mógł już produkować każdy przedsiębiorca.

## Konstrukcja maszyny do szycia
We wszystkich maszynach do szycia wyróżniamy podstawowe części, które warunkują właściwe działanie i funkcjonalność:
- płytka ściegowa – metalowa płytka, pod którą zlokalizowany jest bębenek z nicią dolną,
- chwytacz – element do którego wkładamy bębenek z nicią dolną. To przede wszystkim mechanizm „zbierający” nitkę i warunkujący powstawanie ściegu, chwytacze dzielimy na dwa typy – wahadłowy i rotacyjny,
- transporter – zadaniem tego mechanizmu jest przesuwanie materiału w trakcie szycia,
- naprężacz nici górnej – od tego elementu zależy jakość szycia i uzyskanego ściegu, zlokalizowany jest w górnej części obudowy maszyny,
- wolne ramię – pomaga przy obszywaniu miejsc, do których ciężko się dostać, np. nogawka spodni czy mankiet,
- stopka – jedna z ważniejszych części maszyny do szycia. Umożliwia szycie każdym ściegiem i wielu różnych elementów[1].

Wszystkie współczesne maszyny do szycia mają mechanizm posuwu materiału. Jednorazowe przesunięcie tkaniny może być zależne od ściegu. Wiele maszyn może poruszać materiałem również prostopadle do kierunku szycia lub wykonuje ruch poprzeczny igłą. Po uruchomieniu napędu maszyna tworzy ścieg z dwóch nitek przechodzących z góry i z dołu i łączących się węzłem w środku szwu zszywającego tkaninę. Nici i igła muszą być dobrane grubością odpowiednią do rodzaju tkaniny. Nitka górna powinna przechodzić od szpulki znajdującej się na korpusie maszyny, przez haczyk, do talerzyków regulacji naprężenia. Przez oczka i haczyki kierunkowe doprowadzić należy nitkę do uszka igły. Nitka dolna powinna być tego samego rodzaju co górna, mieć tę samą grubość. Naprężenie ich powinno być jednakowe.

## Czasy współczesne i przyszłość
Współczesne maszyny różnią się od XIX-wiecznych pierwowzorów regulowanym napędem elektrycznym. Dzięki zastosowaniu komputerów i silników krokowych nowoczesne maszyny do szycia potrafią wykonać bardzo skomplikowane wzory na powierzchni tkaniny. Dziś maszyny używane są głównie w masowej produkcji ubrań. Oznacza to znaczną specjalizację tych urządzeń w zależności od wykonywanej funkcji.